# Fabrizio Serra Editore
Fabrizio Serra Editore es una casa editora italiana, con sedes principales en las ciudades de Pisa y Roma. Fue fundada por Fabrizio Serra y está especializada en textos académicos y universitarios.

## Historia
La casa editora fue fundada por Fabrizio Serra, que ejerció de gerente editorial y presidente desde sus primeros momentos hasta su muerte, durante un período de cuarenta años. Fabrizio Serra proviene de una familia que trabaja en el campo de las editoriales desde 1928, cuando Umberto Giardini, su abuelo, fundó la casa editorial Giardini Editore e Stampatori en Pisa. 
A lo largo de este período de cerca de un siglo, la empresa ha adquirido otras pequeñas casas de edición, entre las que destacan Edizioni dell'Ateneo de Roma, adquirida en 1989.
La casa editora Fabrizio Serra tiene sedes operativas en Pisa, Roma y Agnano Pisano (donde se encuentran también los almacenes y la imprenta).

## Publicaciones
La casa editora pública más que trescientas novedades al año, subdivididas entre las más de ciento quince revistas de investigación científica y académica, editadas bajo la marca "Istituti editoriali e poligrafici internazionali", todas disponibles también online; además, bajo la marca Edizioni dell'Ateneo, Giardini Editori e Stampatori y otras publica otras decenas de revistas académicas.

### Revistas
Entre sus revistas más prestigiosas figuran Materiali e discussioni per l'analisi dei testi classici (fundada y dirigida por Gian Biagio Conte), Esperienze Letterarie, Archivio di filosofia, Acta philosophica, La lingua italiana. Storia, strutture, testi, Studi Ispanici y Studi novecenteschi.